# UBE2M
UBE2M‏ (Ubiquitin conjugating enzyme E2 M) هوَ بروتين يُشَفر بواسطة جين UBE2M في الإنسان.